# Guararema
23°24′54″N 46°02′7″T / 23,415°N 46,03528°T

Vị trí trong bang São Paulo

Guararema là một đô thị ở bang São Paulo của Brasil. Đô thị này có dân số (2006) là 24.818 dân, mật độ dân số 91,7 người/km² và diện tích là 271 km². Tên địa danh này lấy theo tiếng Tupi. Đây là một đô thị thành phần của vùng đô thị São Paulo. Guararema nằm cách São Paulo 75 km, ở độ cao 585 m. Chỉ số phát triển con người năm 2000 là 0,798.
Trường Florestan Fernandes của Phong trào công nhân không có dất tọa lạc ở đây.
|                       | North: Jacareí, Santa Isabel |                                 |
| West: Mogi das Cruzes | Guararema                    | East: Santa Branca, Salesópolis |
|                       | South: Biritiba-Mirim        |                                 |